# حوزه انتخابیه اول هاوایی
حوزه انتخابیه اول هاوائی یک حوزه انتخابیه مجلس نمایندگان آمریکا است که در ایالت هاوائی قرار دارد.